# Hyundai HD65/78
Hyundai Mighty — компактні вантажівки повною масою відповідно від 3,5 до 7,8 т південнокорейської компанії Hyundai.

## Перше покоління (1987-1998)

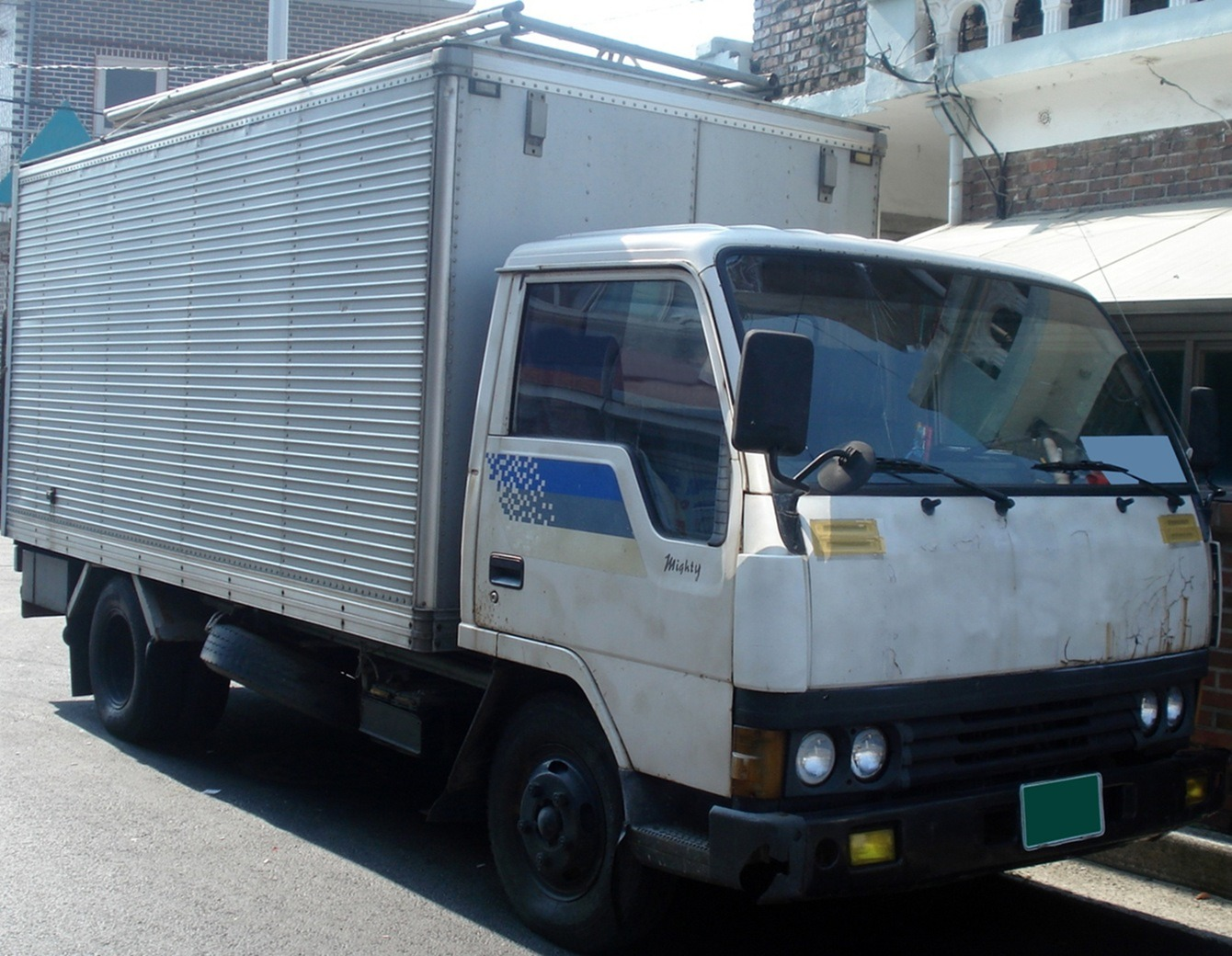
Hyundai Mighty 1 (1987-1994)

В 1987 році компанія Hyundai спільно з компанією Mitsubishi Fuso представлива середньотонажну вантажівку Hyundai Mighty. Модель являла собою модернізовану версію автомобіля Mitsubishi Fuso Canter вантажопідйомністю 2,5 т. Згодом представлено модифікацію вантажопідйомністю 3,5 т.
Експортними варіантами серії Mighty стали автомобілі Hyundai Н250 і Hyundai Н350 з дизелями Mitsubishi 4D31 2,7 л потужністю 100-115 кінських сил.
В 1994 році модель модернізували (передні фари слали прямокутними, змінились ґрати радіатора, та інші незначні зміни).
З 1995 року на експорт пропонувався варіант Hyundai Н600 повною масою 6-10 тонн, 3,3-літровий дизель якого вперше отримав турбонаддув і розвивав 130 кінських сил.
Автомобілі першого покоління виготовлялись до 1998 року і були заміненні новою моделлю.

## Друге покоління (з 1998)

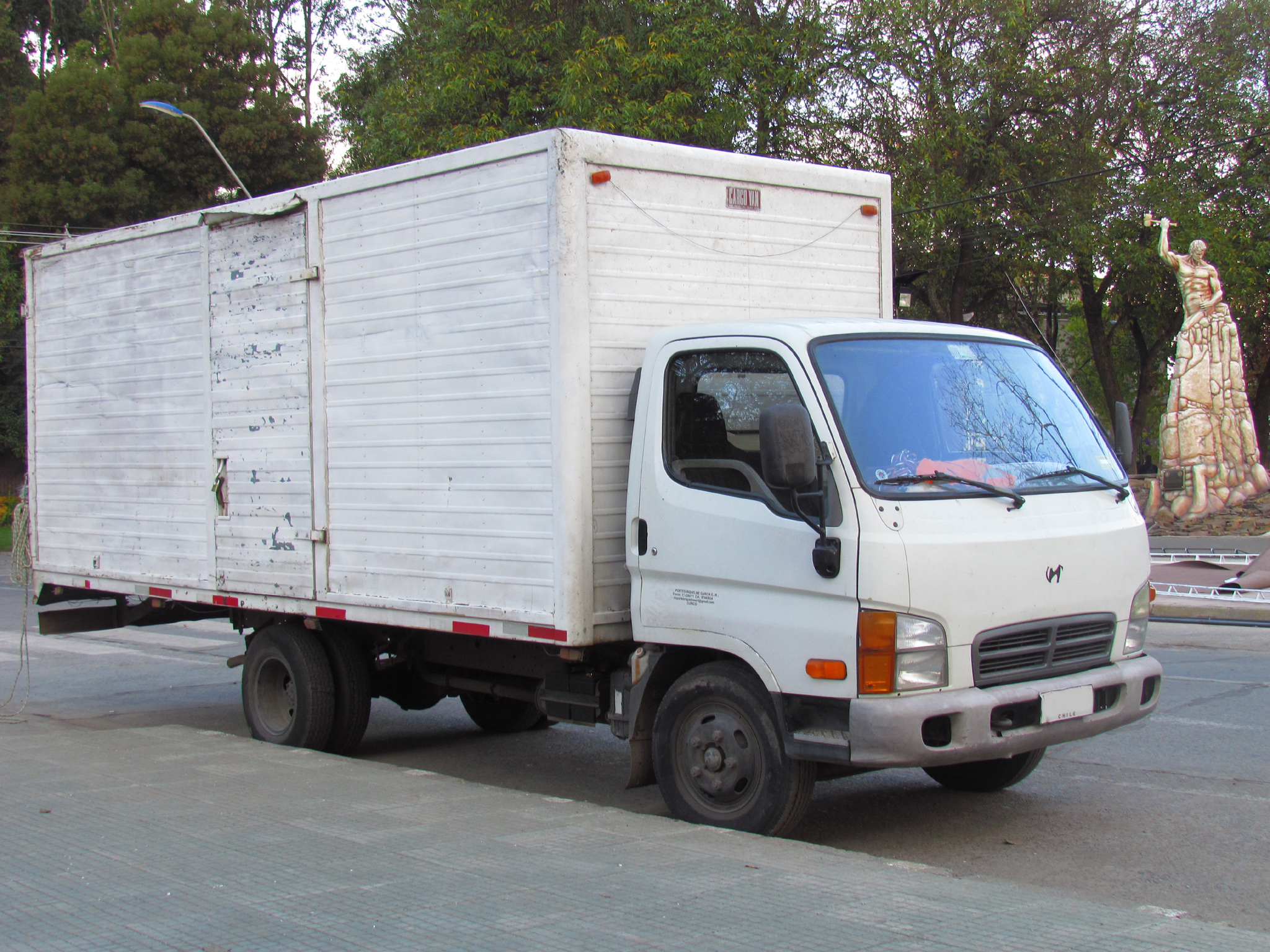
Hyundai HD65 (1998-2004)

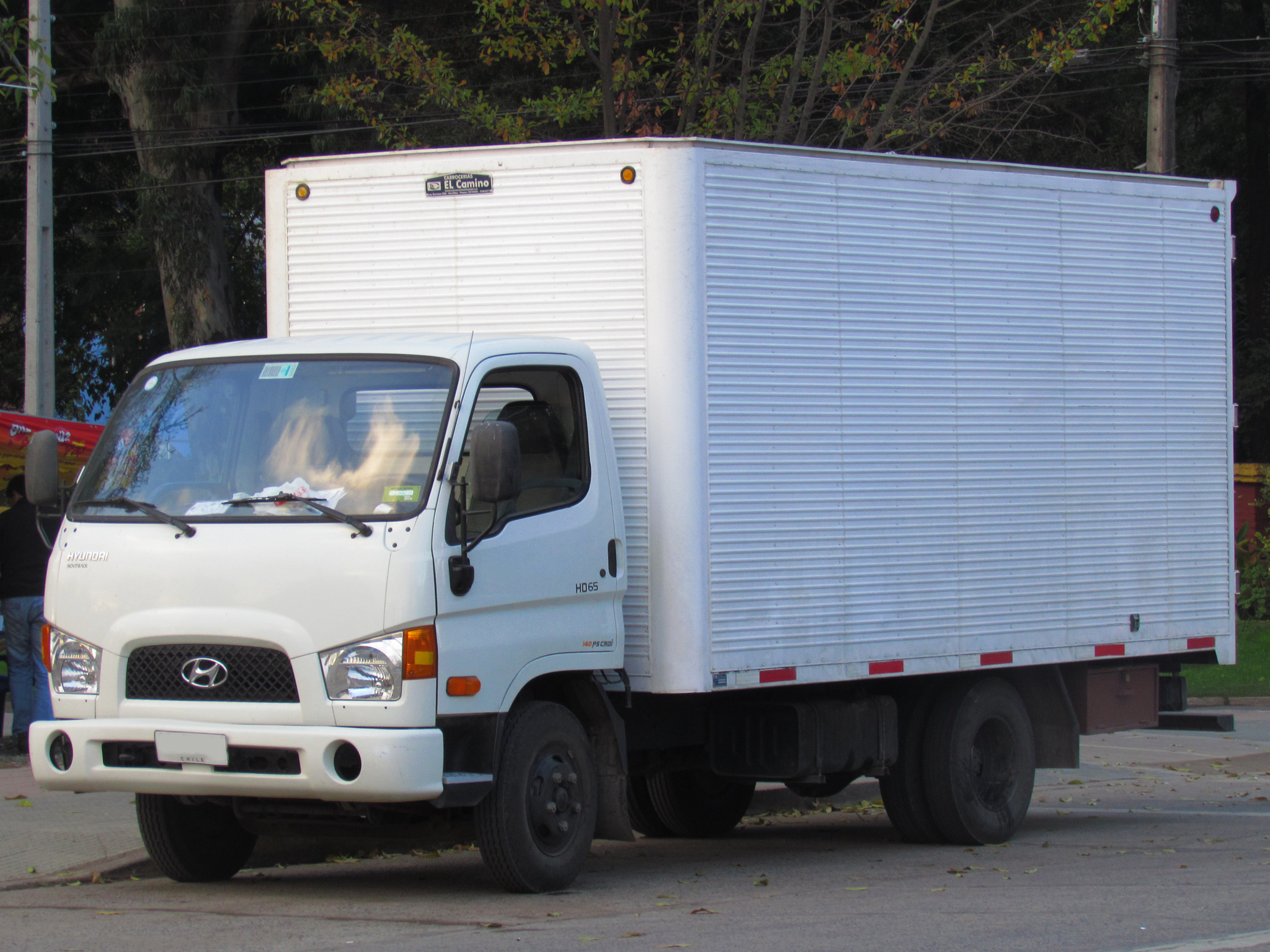
Hyundai HD65 (з 2004)

Друге покоління Hyundai Mighty представлене в 1998 році і являє собою модернізовану версію першого покоління, але на відміну від першого є самостійною розробкою компанії Hyundai. На експорт в деякі країни автомобілі поставляють під назвою Hyundai HD65, Hyundai HD72 і Hyundai HD75. Розширити виробництво цих автомобілів дозволило введення в дію ще одного заводу в Ванджу поблизу Сеула площею 600 000 м². З 2000 по 2004 році автомобіль також продавався під назвою Kia Pamax, в США модель продавалась під назвою Bering LD.
З жовтня 2004 року пропонується модернізована модель під назвою Hyundai e-Mighty зі зміненою решіткою радіатора і передніми фарами. На експорт автомобілі пропонуються під назвою Hyundai HD65, Hyundai HD72 і Hyundai HD78.

### Опис моделі
Колісні бази існують в діапазоні 2550-3570 мм (мінімальний радіус повороту - 5,0-7,3 м). 
Кабіна - 3-місна стандартна і подовжена або 6-місна подвійна. Доступ до силового агрегату забезпечується відкиданням кабіни. У оснащенні машин - сімейство 4-циліндрових рядних дизелів. У моделі Hyundai HD65 - 3,6-літровий повітряний потужністю 100 к.с., 3,3-літровий турбонадувний потужністю 115 к.с., а також 3,9-літровий повітряний потужністю 120 і 140 к.с., у моделі Hyundai HD72 - 3,9-літровий турбонадувний потужністю 130 і 155 к.с. Встановлюються 5-ступінчасті механічні коробки передач. Всі машини мають колісну формулу 4х2. Кліренс у вантажівок HD65, «взутих» в шини розміром 7.00х16-10PR, становить 200 мм, у HD72 з шинами 7.50х16-12PR - 235 мм. Підвіска - на напівеліптичних ресорах. У стандартне оснащення входять рульовий механізм з гідропідсилювачем, регульована рульова колонка, 100-літровий паливний бак.
На автомобілях використовуються 3 різновиди двигунів: D4AL, D4DB і D4DD. Відмінність D4AL від D4DD в тому, що на DD використовується електронне управління форсунками всприска.
З 2005 року випускається 4-тонна вантажівка Hyundai HD78 повною масою 7,8 т з дизелем потужністю 130, 140 або 150 к.с. і тим самим розміром колісної бази.
Крім звичайної існує і повноприводна версія 4х4 (140 к.с.) з двоскантою задньою віссю вантажопідйомністю 3,5 тонни, яку планують складати крупновузловим методом на потужностях корпорації «Богдан» в Черкасах і використовувати в українській армії.

#### Модифікації
- Hyundai HD35 - компактна вантажівка повною масою 3,5 т, з двинуном 3,9 л потужністю 105 к.с., вантажопідйомністю 1,46 т.[3]
- Hyundai HD45 - компактна вантажівка повною масою 4,5 т, з двинуном 2,6 л потужністю 80 к.с.
- Hyundai HD65 - компактна вантажівка повною масою 6,5 т, з двинуном 3,3 л потужністю 115 к.с., 3,6 потужністю 100 к.с. та 3,9 л потужністю 120-145 к.с., вантажопідйомністю 3,6-4,0 т.
- Hyundai HD72 - компактна вантажівка повною масою 7,2 т, з двинуном 3,3 л потужністю 115 к.с. та 3,9 л потужністю 120-155 к.с., вантажопідйомністю 4,1-4,5 т.
- Hyundai HD75 - компактна вантажівка повною масою 7,5 т, з двинуном 3,9 л потужністю 140 к.с.
- Hyundai HD78 - компактна вантажівка повною масою 7,8 т, з двинуном 3,9 л потужністю 130-155 к.с., вантажопідйомністю 4,9-5,0 т.

### Автобуси на шасі Hyundai Mighty 2
На шасі Hyundai Mighty 2 виготовляються різноманітні автобуси.
Сама компанія Hyundai на шасі вантажівки Hyundai Mighty 2 виготовляє автобуси Hyundai County.
З 2011 року тайванська компанія Taoyuan Bus виготовляє на шасі Mighty 2 автобуси 439-FT.
В Україні з 2011 року на шасі Hyundai HD78 виготовляються автобуси малого класу Богдан А201.

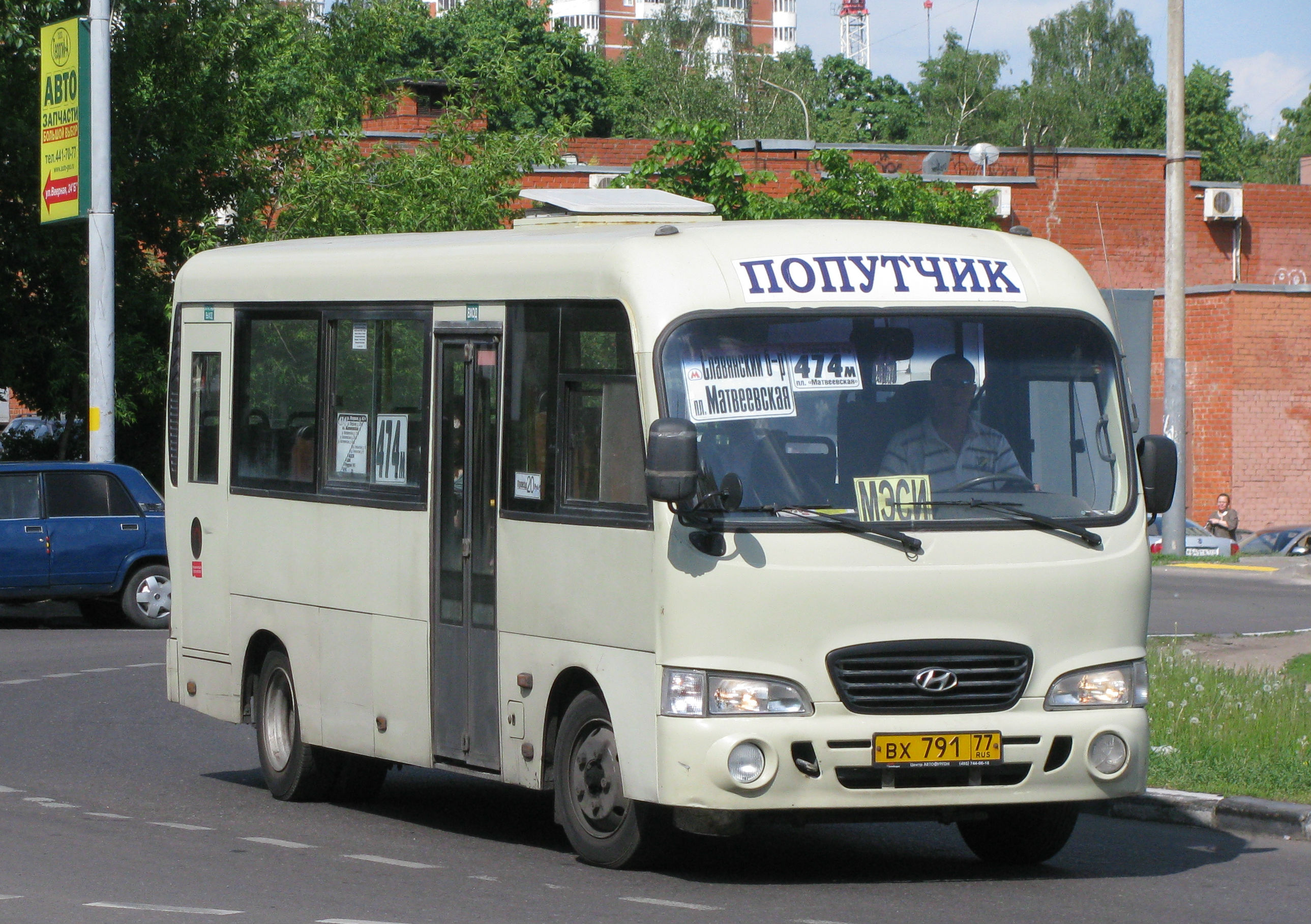
Hyundai County
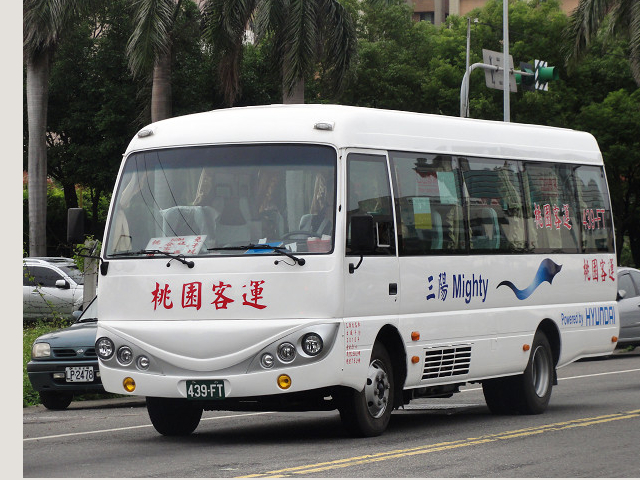
Taoyuan 439-FT
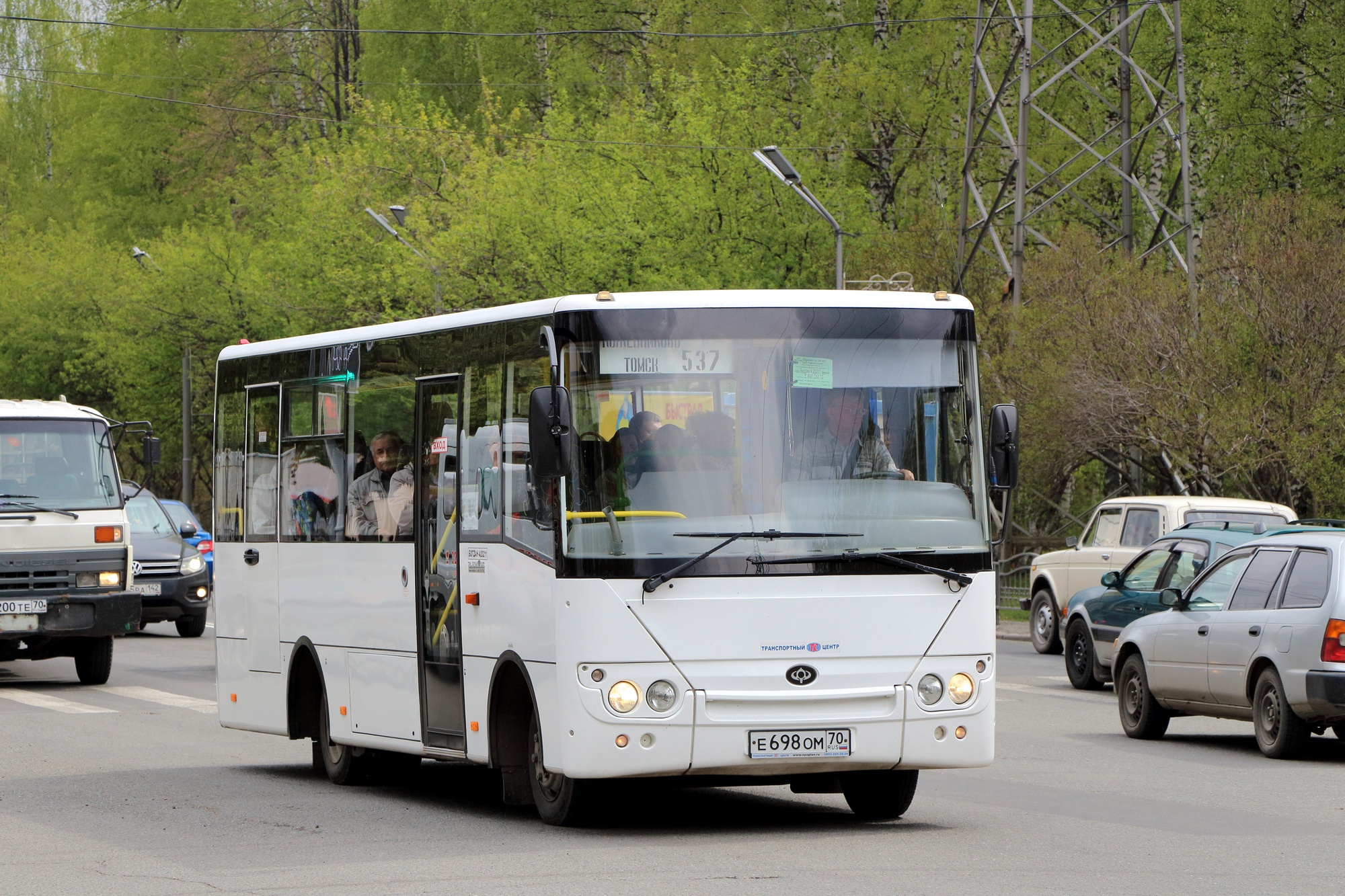
Богдан А201

## Третє покоління (з 2015)

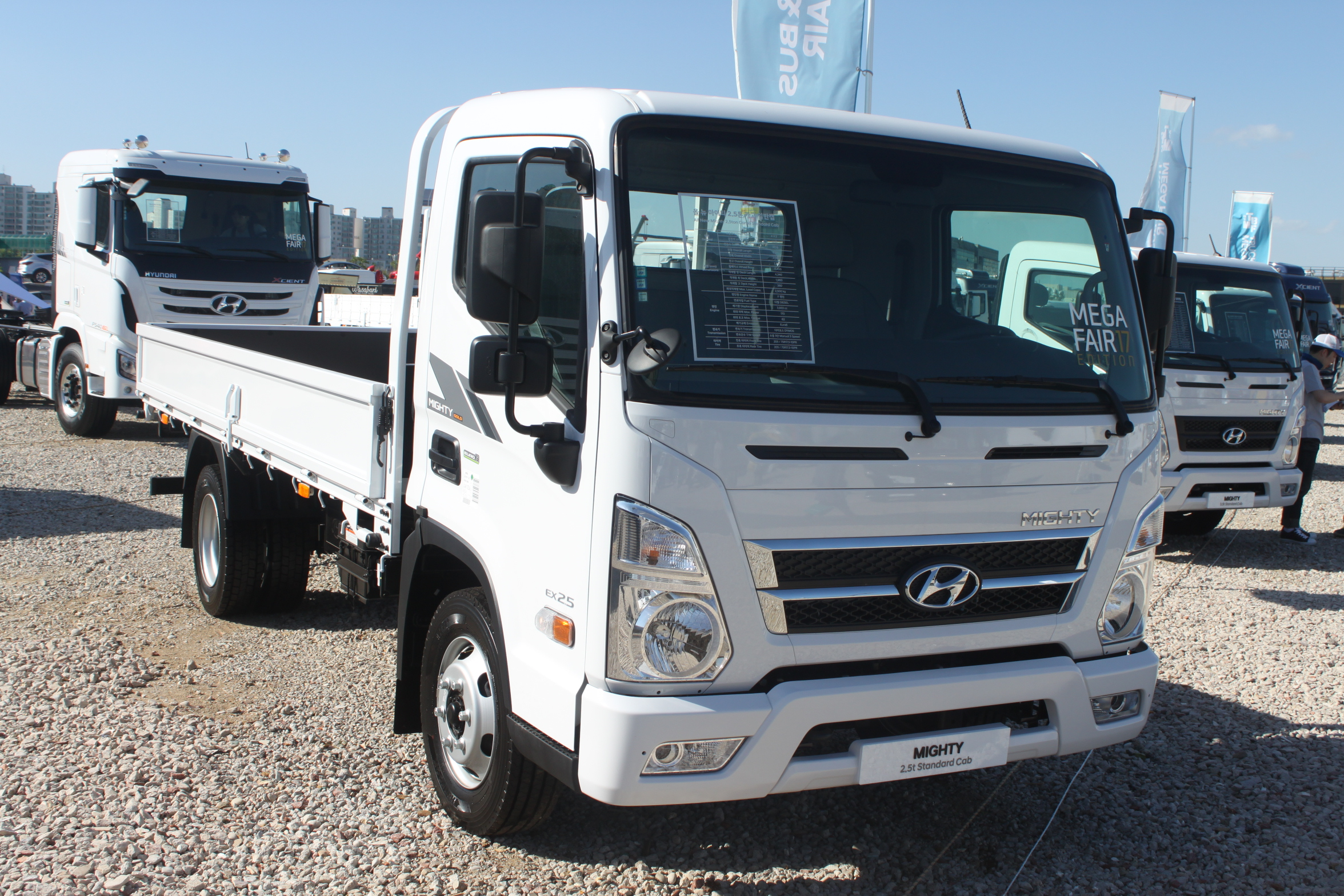
Hyundai Mighty 3 (з 2015)

Третє покоління Hyundai Mighty представлене на автосалоні в Сеулі в квітні 2015 року. Вантажівка отримала двигуни, що відповідають стандарту Євро-6. В продаж автомобіль надійшов в травні 2015 року. В Україні продається модифікація Hyundai EX9.

### Модифікації
- Hyundai EX5 — вантажівка повною масою 5,5 т.
- Hyundai EX6 — вантажівка повною масою 6,5 т.
- Hyundai EX7 — вантажівка повною масою 7,2 т.
- Hyundai EX8 — вантажівка повною масою 7,8 т.
- Hyundai EX9 — вантажівка повною масою 8,2 т.

### Відео
- Вантажні автомобілі Hyundai HD65, HD72, HD78. [Архівовано 26 травня 2015 у Wayback Machine.]